# 김진의 돌직구쇼
김진의 돌직구쇼는 대한민국에서 평일 아침 8시 50분에 방송되는 채널A의 오전 시사 프로그램이다.

## MC
- 김진 채널A 기자

## 패널
- 김형주 前 통합민주당 의원
- 정혁진 변호사
- 김광삼 변호사
- 조기연 변호사

## 타이틀 변천사
- 2013년 7월 8일 ~ 2018년 6월 29일 : 신문이야기 돌직구쇼+
- 2018년 7월 2일 ~ 현재 : 김진의 돌직구쇼

## 같이 보기
- 아침 & 매일경제 (MBN)
- 신통방통 (TV조선)